# Bléiser

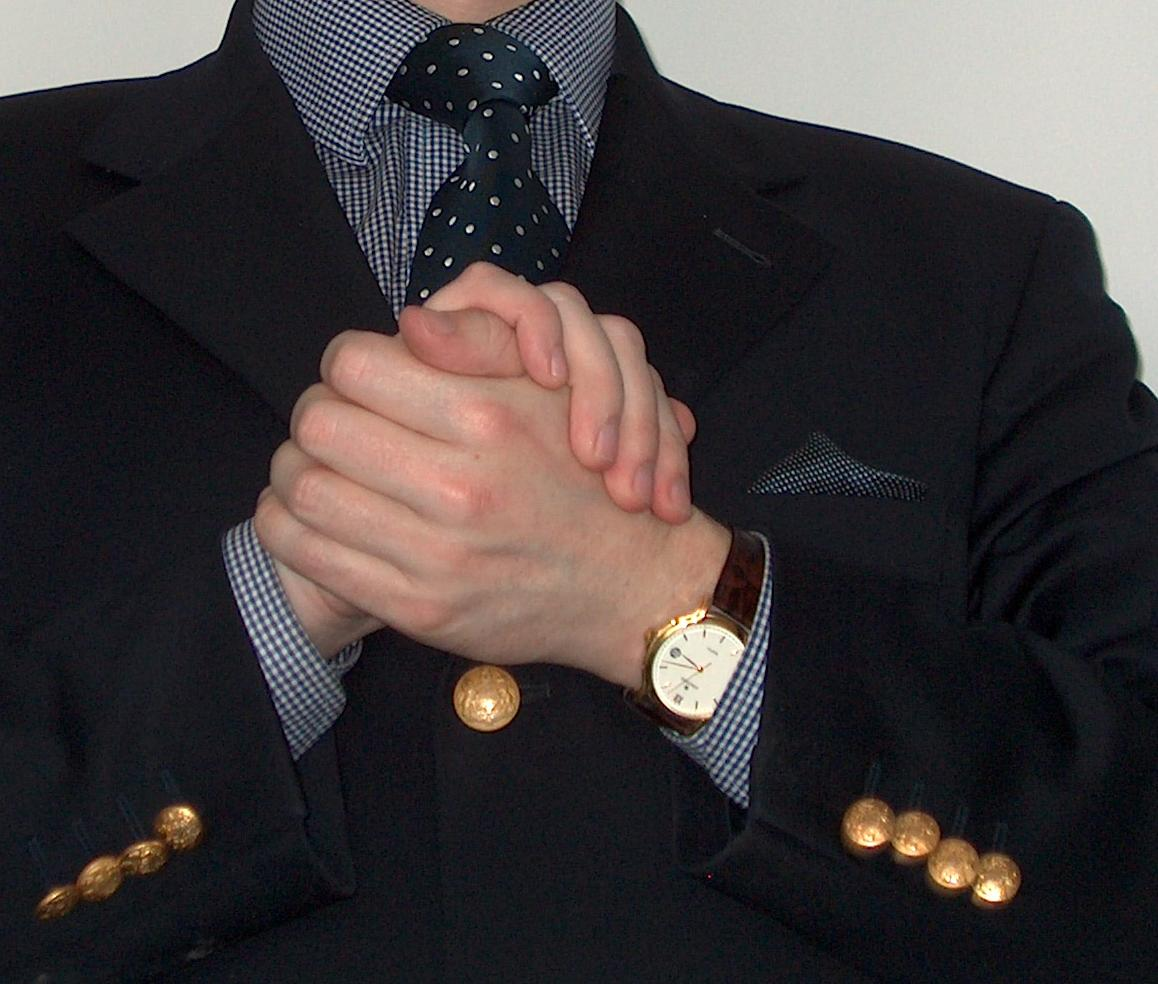
Un blazer con botones de cobre

Bléiser es un tipo de chaqueta que tiene su origen en la marina y en la indumentaria deportiva. 
El bléiser parece una chaqueta de vestir pero se diferencia de ella en que tiene un corte más informal y en que a veces lleva accesorios como bolsillos de parche o botones metálicos. El bléiser fue utilizado originariamente como chaqueta deportiva por lo que es una prenda de larga duración. A menudo, se utiliza como parte de uniformes institucionales de colegios, empresas, compañías aéreas, clubes náuticos o de piragüismo.
Parece que el origen del bléiser es doble. Por una parte proviene de una prenda utilizada como chaqueta en clubes náuticos, para remar. Se trataba de una alegre chaqueta colorida, a menudo a listas que constituía un antecedente de las chaquetas deportivas. El otro estilo corresponde a una chaqueta marítima azul. Finalmente, el nombre parece haber quedado para designar a esta segunda prenda a la que posteriormente se añadieron sus botones metálicos, anteriormente negros. Actualmente, la chaqueta se utiliza para variadas ocasiones informales o deportivas.
El bléiser puede ser o no cruzado, con distintos tipos de botones, dorados, plateados, o comunes. Aunque se trata de una prenda deportiva combinable con polo, también puede ser parte de un atuendo elegante combinado con una corbata y camisa. Se puede llevar asimismo con pantalones oscuros formales, o con otros más informales como vaqueros o chinos.
El bléiser es una prenda de uso masculino pero también en uniformes escolares femeninos, y ha saltado al vestuario de las mujeres como artículo de moda. El bléiser se lleva como chaqueta informal encima de la blusa o la camisa, y se combina con pantalones, jeans o falda, incluso minifaldas.